# Charles-Émile Matthis
Pour les articles homonymes, voir Matthis.

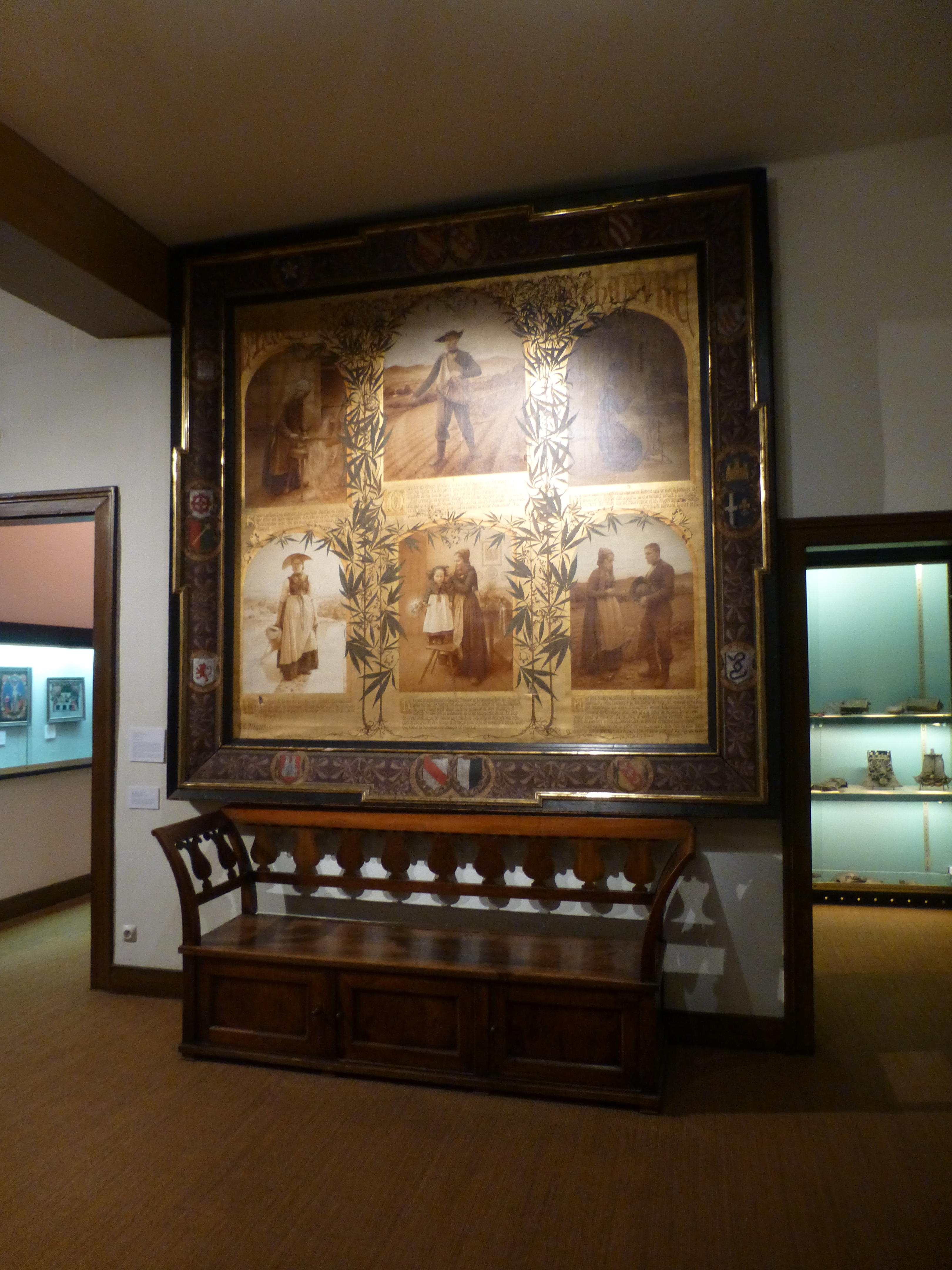
La Légende du semeur de chanvre (1883)

Charles-Émile Matthis, né le 24 septembre 1838 à La Walck et mort le 11 octobre 1893 à Lobsann (Bas-Rhin), est un peintre, graveur et illustrateur français, notamment pour la littérature d'enfance et de jeunesse.

## Biographie
Charles-Émile Matthis naît le né le 24 septembre 1838 à La Walck.
Il est l'élève de Frédéric Lix et d'Eugène Froment-Delormel, qui a été peintre, graveur et a travaillé pour l'éditeur Hetzel.
Charles-Émile Matthis travaille comme lithographe dès 1863 pour l'imprimerie Wentzel de Wissembourg, puis comme illustrateur et graveur pour l'éditeur Pierre-Jules Hetzel ainsi que la revue Magasin d'éducation.
Il expose des peintures au Salon de 1868 (L'Orpheline) à 1882. À partir de 1871, il réalise des œuvres à motifs patriotiques, dont le tableau Strasbourg le 28 septembre 1870.
En 1885, il participe à la première exposition internationale de blanc et noir et obtient une médaille de bronze, ainsi que Albert Robida et Gustav Wertheimer

## Publications
- Pique-Toto, la Paix et la Guerre, éditions Jouvet et Cie, 1888, gravures C.E Matthis.
- Les Deux Gaspards, 1887
- L'Alsace et les Alsaciens à travers les siècles, éditions Jouvet et Cie, 1893, gravures C.E Matthis..
- Les grands navigateurs du XVIIIe siècle, éditions Hetzel, 1870-1878, texte de Jules Verne, gravures C.E Matthis, Léon Benet, Paul Philipotteaux.
- Les Héros de l'avenir.
- La Première expédition militaire d'Hector.
- Le Petit Parisien.
- Le Sabot de Noël.
- L'Horloge de Strasbourg...

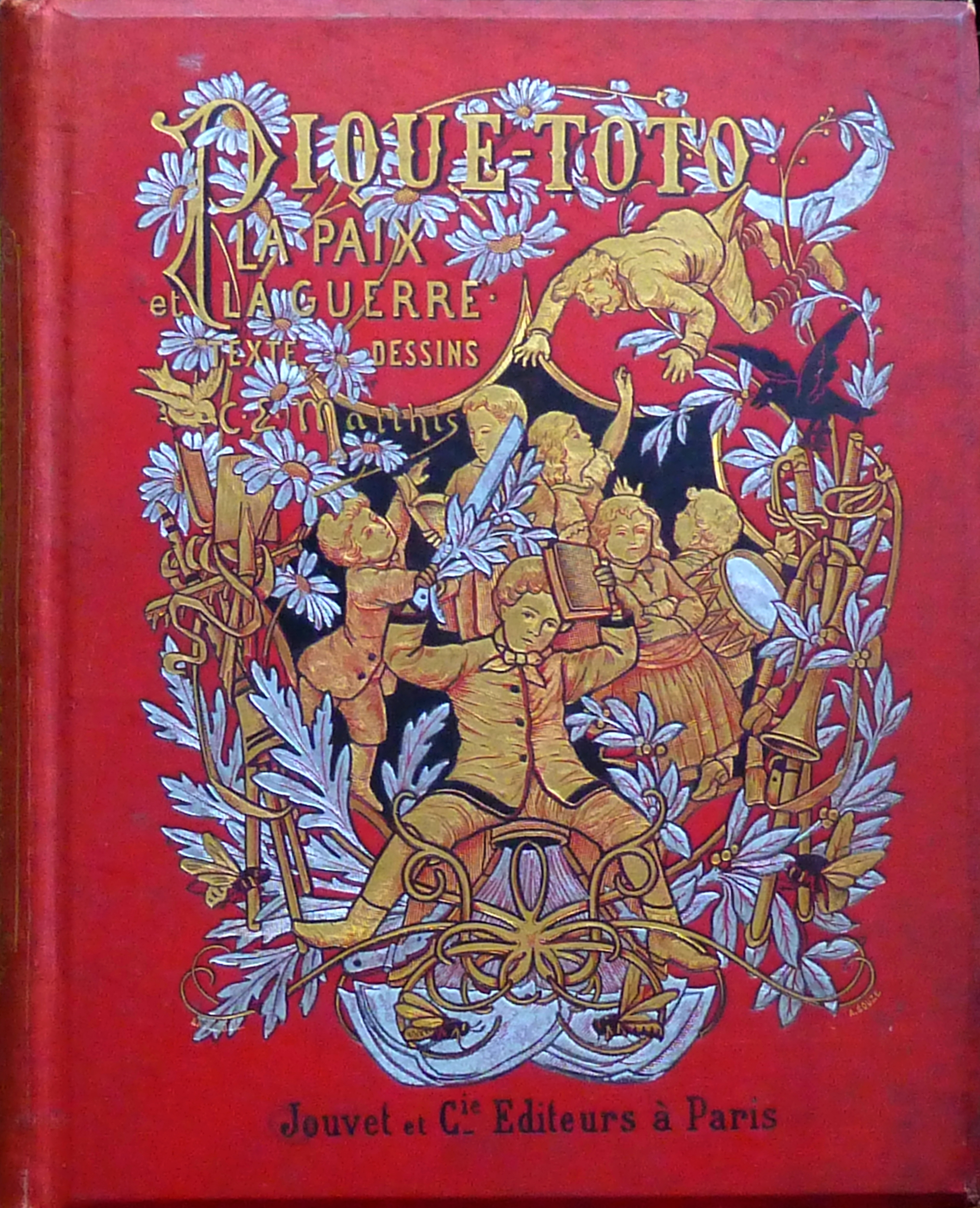
Pique-Toto, la Paix et la Guerre, publié en 1888.
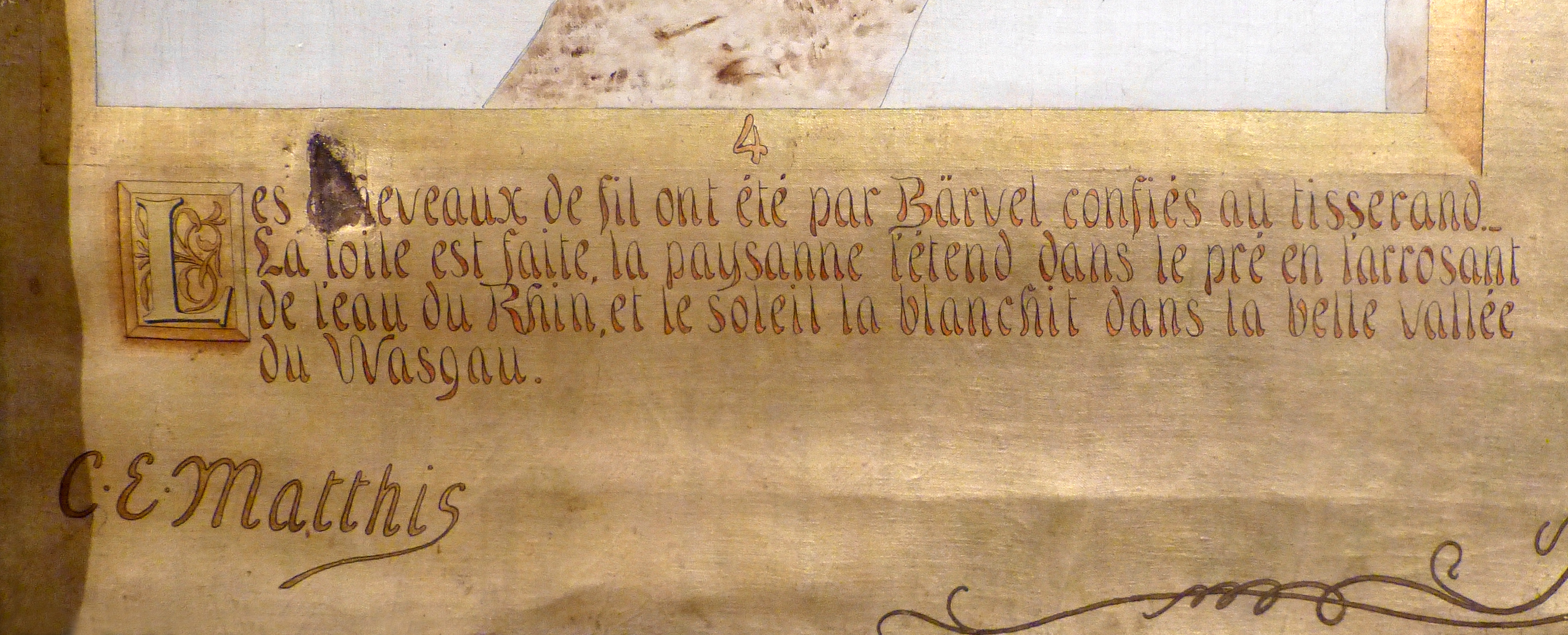
La Légende du semeur de chanvre (texte et signature)